# Tótraszlavica
Tótraszlavica (más néven Felsőraszlavica, szlovákul: Vyšné Raslavice) Raszlavica településrésze, korábban önálló falu Szlovákiában, az Eperjesi kerület Bártfai járásában.

## Fekvése

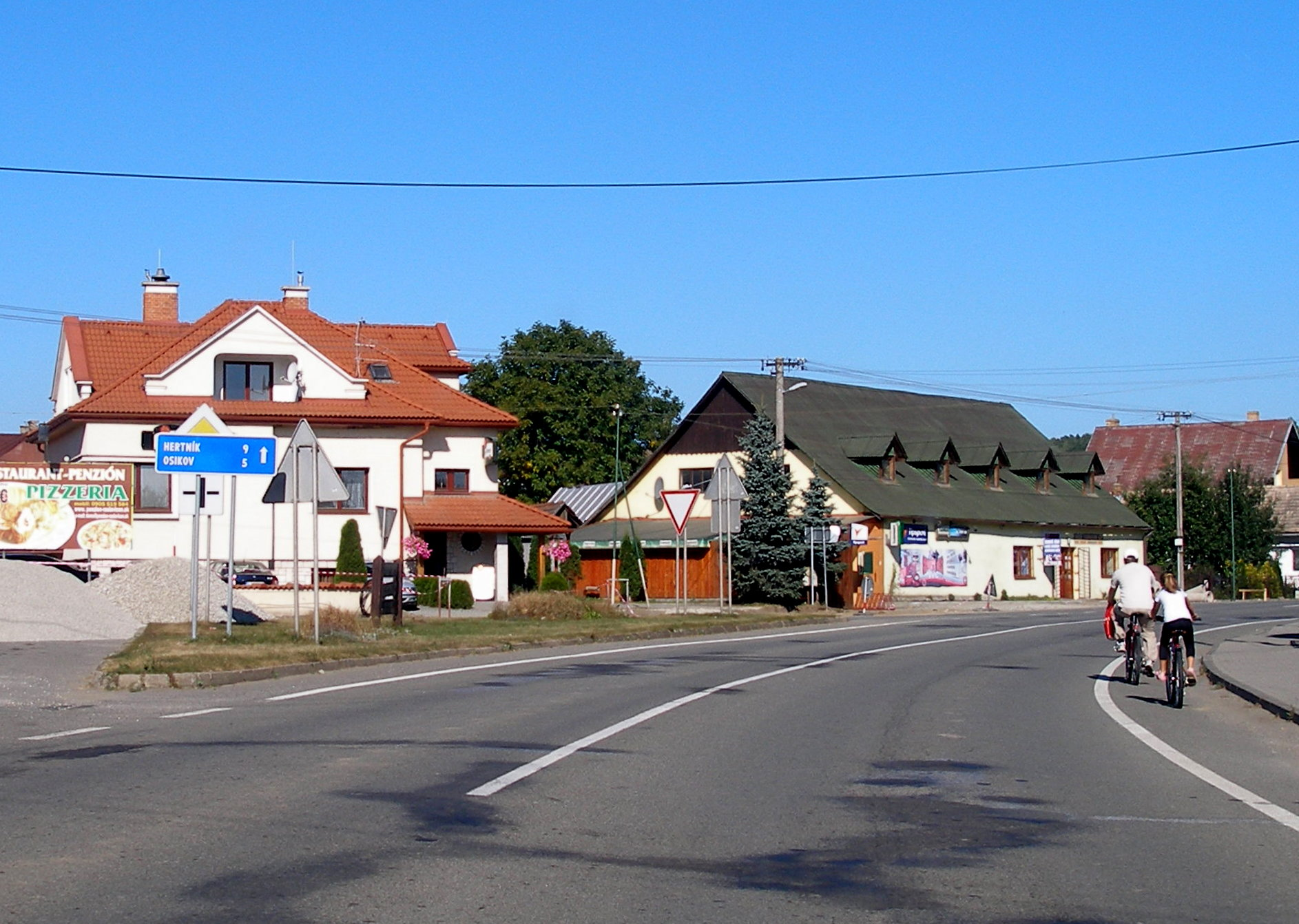
A főutca

Bártfától 20 km-re délre, a Szekcső-patak jobb partján fekszik, a mai Raszlavica nyugati részét képezi.

## Története
Raszlavicát 1261-ben István ifjabb király adománylevelében említik először. A 13. században „Razlo”, „Razlauch”, „Razlofolde”, „Razlofalua” alakban szerepel az oklevelekben. Tótraszlavica, vagy másképp Felsőraszlavica „Tóthraslauycha” néven 1345-ben szerepel először a forrásokban, patrónusa Szent Miklós püspök volt. A tibai váruradalomhoz tartozott. A 15.–16. században helyi nemesek birtokában állt. A dézsmajegyzék szerint Tótraszlavicának 1427-ben 20 háztartása adózott. 1600-ban a faluban 24 ház, nemesi kúria, evangélikus templom, lelkészlak és iskola állt. 1715-ben 32, 1720-ban 7 háztartása volt.
A 18. század végén Vályi András így ír róla: „Magyar, és tót Raszlavicza. Két falu Sáros Vármegyében; amannak földes Ura Raszloviczi, és több Uraságok; ennek pedig Winkler, és más Urak, lakosaik katolikusok, és másfélék; Tót Raszlavicza, Magyar Raszlaviczának filiája; fekszenek Bártfa, és Eperjes között, Ternyéhez egy mértföldnyire, határbéli földgyeik jó termékenységűek, vagyonnyaik is meglehetősek lévén, második osztálybéliek.”
1828-ban 56 házában 435 lakos élt.
Fényes Elek 1851-ben kiadott geográfiai szótárában így ír a faluról: „Raszlavicza, (Tót), tót falu, Sáros vmegyében, 284 kath., 83 g. kath., 66 evang. lak. F. u. többen. Ut. p. Bártfa.”
A trianoni diktátum előtt Sáros vármegye Bártfai járásához tartozott.
1971-ben egyesítették Magyarraszlavicával.

## Népessége
1900-ban 582 lakosa volt.
1910-ben 644 lakosából 537 szlovák, 62 magyar anyanyelvű lakta, jelentős cigány kisebbséggel.

## Nevezetességei
- Szent József tiszteletére szentelt római katolikus temploma a 18. században épült, nagy park övezi.
- A falu gazdag népművészeti hagyományokkal rendelkezik.
- A népművészeti tárgyakat kiállítás mutatja be.

## Lásd még
- Raszlavica
- Magyarraszlavica